# Sainte-Euphémie
Sainte-Euphémie – miejscowość i gmina we Francji, w regionie Owernia-Rodan-Alpy, w departamencie Ain.

## Demografia
Według danych na styczeń 2012 roku gminę zamieszkiwało 1611 osób, a gęstość zaludnienia wynosiła 350,2 osób/km².